# 科利爾角
70°10′S 61°54′W / 70.167°S 61.900°W
科利爾角是南極洲的海岬，位於帕爾默地東岸，處於赫斯特島南端和博格斯角之間，在1940年由美國的探險隊發現，現時由南極條約體系管理。